# Takayoshi Shikida
Takayoshi Shikida (式田 高義 Shikida Takayoshi?), född 25 november 1977 i Chiba prefektur, är en japansk före detta fotbollsspelare.
Shikida började sin karriär 1996 i JEF United Ichihara. Efter JEF United Ichihara spelade han för Albirex Niigata. Han avslutade karriären 2000.